# 日吉Nap
白楽Nap（はくらくナップ）は、横浜市神奈川区にあるアコースティック専門ライブハウス。
かつては日吉Napとして横浜市港北区に所在しており、2020年12月に現在の場所に移転した。経営者、運営内容、公式サイト、SNS等アカウント名はこれまでと同様である。

## 概要
- 椅子に座って「ゆったりと音楽を聴きたい人」と「じっくりと音楽を聴かせたいアーティスト」を結ぶ場所としてアマチュアのアーティスト及びプロのアーティスト等出演。
- 母体となる、インディーズレーベル「FISH RECORDS」より「原石」シリーズやチャリティーのための「Nap Acoustic Peace」などのCD制作、音楽配信等も行っている。
- 出演者の中からはメジャーデビューするアーティストも生まれている。
- シンプルな音楽スタイルであるギターやピアノ弾き語りがメイン。他アコースティックスタイルのバンドなどに支持されている。

## 設備
- ギターアンプ ROLAND JC40
- ベースアンプ Hartke KICK BACK10
- ピアノ ROLAND RD700等々

## ステージに立った有名人

### 日吉Nap時代
山崎ハコ、木村充揮（from:憂歌団）、レミオロメン（デビュー前）、野狐禅（デビュー前）、竹原ピストル、KAB、岸部眞明、池田聡、永井龍雲、影山ヒロノブ、間慎太郎、杉山清貴

## アクセス

### 所在地
221-0802 神奈川県横浜市神奈川区六角橋1-6-13世界町ビル3F

### 最寄り駅
東急東横線白楽駅（徒歩2分）